# Баньес, Фатима
Мари́я Фа́тима Ба́ньес Гарси́я (исп. María Fátima Báñez García; род. 6 января 1967, Сан-Хуан-дель-Пуэрто) — испанский политик, член Народной партии. С 22 декабря 2011 года занимала должность министра труда и социального обеспечения Испании в правительстве Мариано Рахоя и сохранила её за собой во втором правительстве Мариано Рахоя с 4 ноября 2016 по 7 июня 2018 года.

## Биография
Баньес получила юридическое и экономическое образование. В 1997—2000 годах работала в андалусской телерадиовещательной компании Radio y Televisión de Andalucía (RTVA). С 2000 года является депутатом нижней палаты испанского парламента от Уэльвы.